# Fagesia
Fagesia (Pervinquiére) è un genere di molluschi cefalopodi estinti appartenente alle ammoniti (sottoclasse Ammonoidea), vissuto dal Cenomaniano superiore al Turoniano medio (Cretaceo Superiore). Questa forma è diffusa a scala mondiale, in sedimenti di piattaforma continentale che nel Cretaceo Superiore si deponevano entro la fascia tropico-equatoriale.

## Descrizione

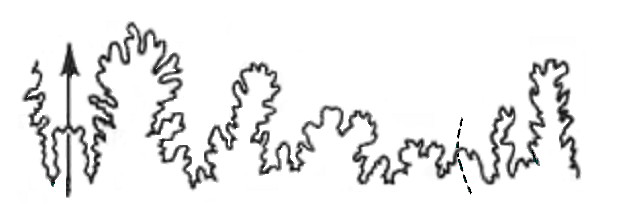
Esempio di linea di sutura tipica di Fagesia.

Conchiglia con avvolgimento planispirale, decisamente involuta, decisamente depressa, cadicona o sferocona. Ombelico stretto e molto profondo, delimitato da un margine netto, sub-verticale. La sezione dei giri nell'adulto è sub-ovale. L'ornamentazione è caratterizzata da una fila di tubercoli latero-ventrali, che tende a scomparire negli esemplari adulti. In alcune specie sono presenti coste bi- o triforcate che nascono dai tubercoli e attraversano il ventre; in altre il ventre è liscio. Ventre arrotondato. Sutura ammonitica piuttosto semplificata; selle tendenzialmente arrotondate e lobi denticolati e appuntiti; lobo esterno (ventrale) diviso da una sella; lobo laterale sviluppato e bifido o trifido, asimmetrico. Talora, la sutura tende a semplificarsi fino ad una configurazione pseudo-ceratitica o pseudo-goniatitica.

## Distribuzione

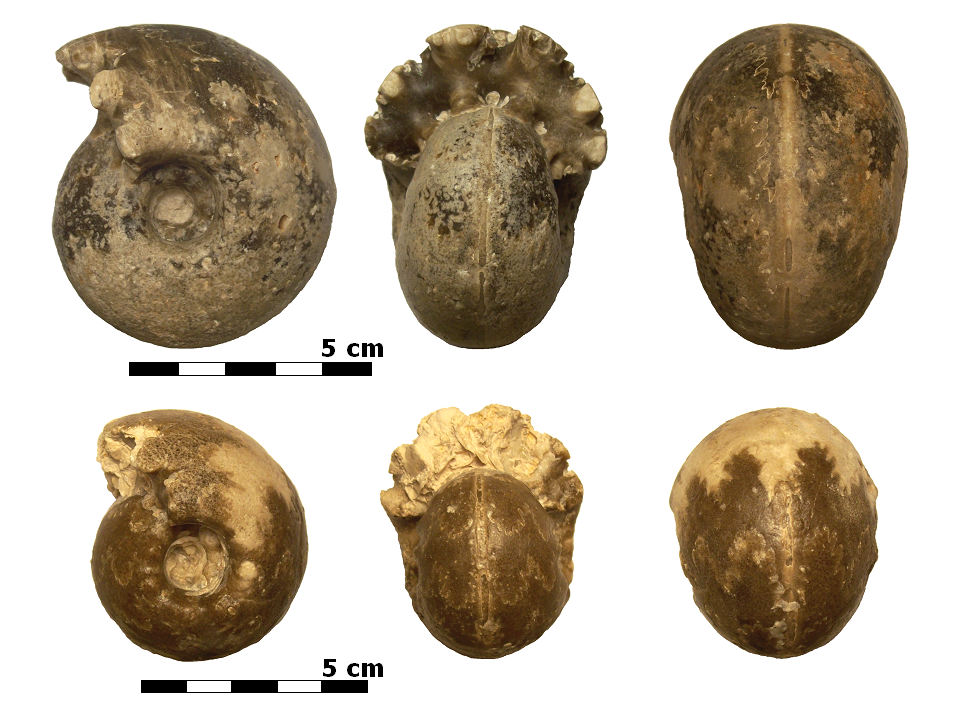
Ammoniti attribuibili al genere Fagesia (PERVINQUIÉRE). Gli esemplari raffigurati sono entrambi fragmoconi. Visibile la sutura ammonitica (a configurazione piuttosto semplice) e la forma sferocona della conchiglia. L'esemplare superiore è probabilmente un adulto (i tubercoli sono visibili solo nei giri interni), mentre l'esemplare inferiore è probabilmente una forma giovanile, con ornamentazione a tubercoli più sviluppata. Cretaceo Superiore (Turoniano) del Marocco.

Forma molto diffusa e frequente nei depositi di mare epicontinentale, nelle americhe (Messico, Venezuela, Colombia, Texas, California, Montana), in Europa occidentale, Africa centro-settentrionale (Egitto, Marocco, Algeria e Nigeria), Madagascar, ed è documentata anche in estremo oriente (Giappone). La diffusione di Fagesia era soprattutto alle basse latitudini (tropico-equatoriali) del Cretaceo Superiore.

## Habitat
Forma di profondità moderata, entro i limiti della piattaforma continentale. Considerata la morfologia globosa della conchiglia, si trattava probabilmente di una forma poco mobile (forse planctonica).